# Трей Лайлс
Трей Ентоні Лайлс (англ. Trey Anthony Lyles; нар. 5 листопада 1995) — канадський професійний баскетболіст клубу «Сакраменто Кінгз» Національної баскетбольної асоціації (НБА). Після першого сезону в Університеті Кентуккі він був задрафтований командою «Юта Джаз».

## Шкільна кар'єра

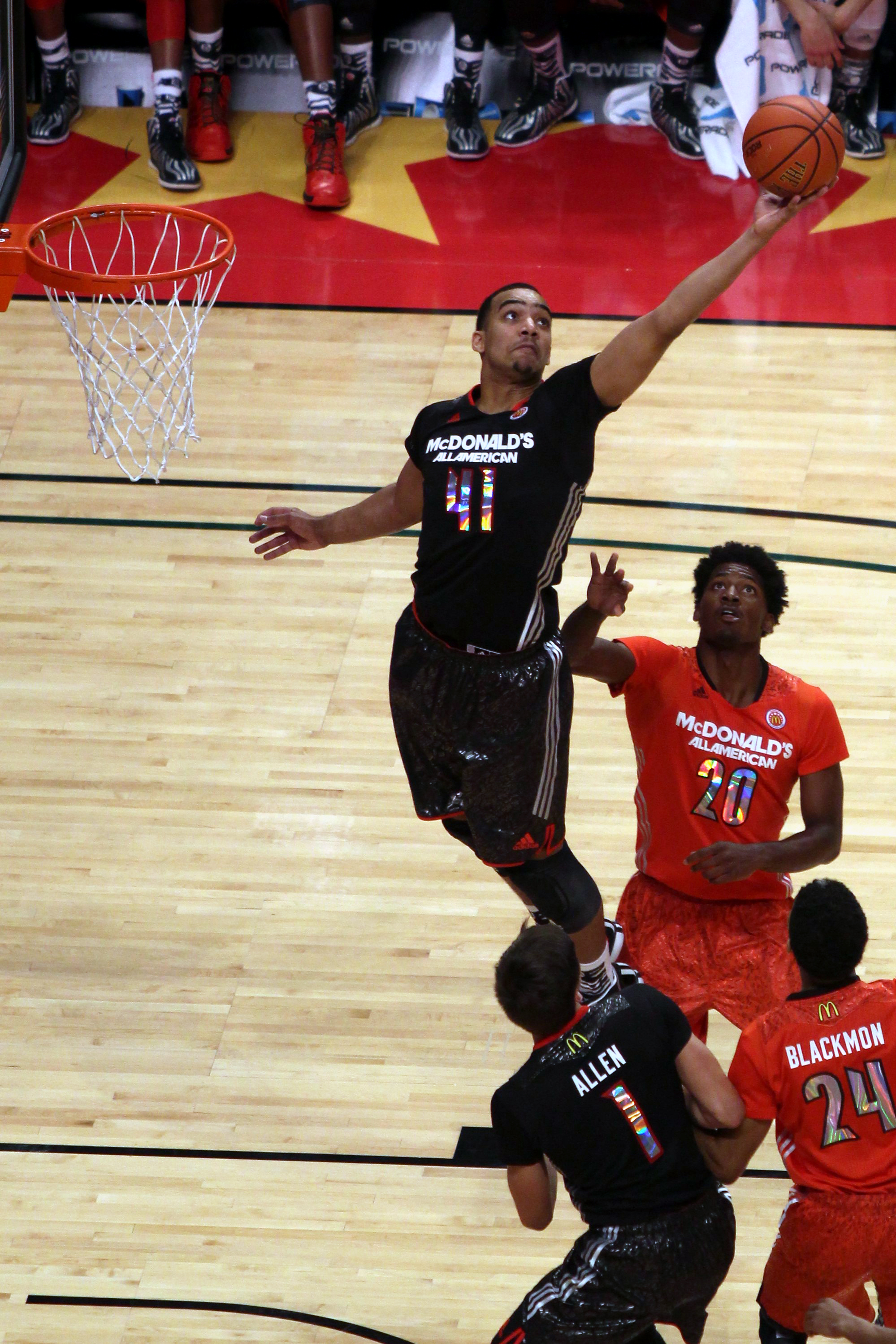
Лайлс у All-American Boys Game 2014 McDonald's

Перед останнім класом школи в Індіанаполісі, Лайлса визнали одним із найкращих баскетболістів середньої школи у США, і його активно запрошували команди «Кентуккі Вайлдкетс», «Індіана Гузерс» та «Луїсвілл Кардіналс». Спочатку він приєднався до «Індіани», але передумав у серпні 2012 року. 5 листопада 2013 року Лайлс підписав лист про наміри грати та навчатися в Університеті Кентуккі.
У випускному класі Лайлс набирав у середньому 23,7 очка, робив 12,9 підбирання та 3,5 передачі та привів команду «Арсенал Тек» до матчу чемпіонату штату IHSAA Class 4A. Після завершення сезону його визнали містером баскетболу Індіани.

## Студентська кар'єра
Лайлс вступив до Кентуккі 12 червня 2014 року. Через неуточнену травму ноги він пропустив серію товариських матчів з шести ігор «Кентуккі» у Нассау, які проходили з 10 до 17 серпня.
9 квітня 2015 року Лайлс разом із товаришами по команді з "Кентуккі" Ендрю Гаррісоном, Аароном Гаррісоном, Дакарі Джонсоном, Девіном Букером, Карлом-Ентоні Таунсом і Віллі Колі-Стайном оголосили, що будуть брати участь у драфті НБА 2015 року.

## Професійна кар'єра

### «Юта Джаз» (2015—2017)
25 червня 2015 року Лайлс був обраний командою «Юта Джаз» під 12-м номером на драфті НБА 2015 року. 7 липня він підписав новий контракт з «Джазом». Протягом перших двох місяців сезону новачка він набирав у середньому 3,0 очки та робив 3,6 підбирання за гру. У січні він почав нарощувати свою продуктивність з більш стабільною хвилиною, вперше набравши двозначне число 4 січня 13 очок проти «Х'юстон Рокетс». 9 січня у перемозі проти «Маямі Гіт» він вперше зробив 10 підбирань, 14 січня набрав рекордні на той час 19 очок у поразці від «Сакраменто Кінгз». 3 лютого він був названий учасником Матчу нових зірок на Матчі усіх зірок НБА, замінивши травмованого Ніколу Міротича. 10 квітня він набрав рекордні за кар'єру 22 очки у перемозі над «Денвер Наггетс» з рахунком 100:84.

### «Денвер Наггетс» (2017—2019)
22 червня 2017 року Лайлса обміняли разом із правами на драфт Тайлера Лайдона у «Денвер Наггетс» в обмін на право драфту Донована Мітчелла. 2 грудня 2017 року він встановив особистий рекорд сезону 18 очок у перемозі над «Лос-Анджелес Лейкерс» з рахунком 115:100. 10 грудня 2017 року він набрав рекордні за кар'єру 25 очок у поразці від команди «Індіана Пейсерз» в овертаймі (126:116). 5 січня 2018 року він встановив новий особистий рекорд, набравши 26 очок у перемозі над «Ютою Джаз» (99:91).

### «Сан-Антоніо Сперс» (2019—2021)
12 липня 2019 року Лайлс підписав контракт з «Сан-Антоніо Сперс». 6 лютого 2020 року він зробив дабл-дабл, поставивши рекорд сезону — 23 очки, здійснивши 10 підбирань і 2 перехоплення у поразці з рахунком 125:117 проти «Портленд Трейл Блейзерс». 29 лютого 2020 року Лайлс набрав 20 очок, 9 підбирань, 2 передачі, 4 перехоплення та один блок-шот у переможному матчі над «Орландо Меджик» (114:113). 2 березня 2020 року Лайлс знову набрав 20 очок, а також 3 підбирання, 2 передачі й 1 перехоплення у поразці проти «Індіана Пейсерз» з рахунком 116:111. 15 липня 2020 року було повідомлено, що Лайлс переніс апендектомію, й очікувалося, що він пропустить решту сезону 2019—2020.

### «Детройт Пістонс» (2021—2022)
6 серпня 2021 року Лайлс підписав дворічний контракт з «Детройт Пістонс» на суму 5 мільйонів доларів.

### «Сакраменто Кінгз» (2022–)
10 лютого 2022 року Лайлс і Джош Джексон були придбані «Сакраменто Кінгз» у результаті обміну, а Марвін Беглі III перейшов до «Пістонс».
13 березня 2023 року під час поразки «Мілвокі Бакс» з рахунком 133:124 Лайлс штовхнув форварда «Бакс» Янніса Адетокумбо, за що отримав фол. Тоді центровий «Бакс» Брук Лопес зіткнувся з Лайлсом, Лайлс вдарив Лопеса в обличчя й обхопив шию. Обох видалили з гри. Через два дні НБА оголосила, що за дії на матчі Лайлса дискваліфікували на одну гру без оплати.

## Статистика виступів

### Регулярний сезон
| Сезон             | Команда             | GP  | GS  | MPG  | FG%  | 3P%  | FT%  | RPG | APG | SPG | BPG | PPG  |
| ----------------- | ------------------- | --- | --- | ---- | ---- | ---- | ---- | --- | --- | --- | --- | ---- |
| 2015–16           | «Юта Джаз»          | 80  | 33  | 17.3 | .438 | .383 | .695 | 3.7 | .7  | .3  | .2  | 6.1  |
| 2016–17           | «Юта Джаз»          | 71  | 4   | 16.3 | .362 | .319 | .722 | 3.3 | 1.0 | .4  | .3  | 6.2  |
| 2017–18           | «Денвер Наггетс»    | 73  | 2   | 19.1 | .491 | .381 | .706 | 4.8 | 1.2 | .4  | .5  | 9.9  |
| 2018–19           | «Денвер Наггетс»    | 64  | 2   | 17.5 | .418 | .255 | .698 | 3.8 | 1.4 | .5  | .4  | 8.5  |
| 2019–20           | «Сан-Антоніо Сперс» | 63  | 53  | 20.2 | .446 | .387 | .733 | 5.7 | 1.1 | .4  | .4  | 6.4  |
| 2020–21           | «Сан-Антоніо Сперс» | 23  | 9   | 15.6 | .478 | .350 | .652 | 3.7 | .6  | .3  | .0  | 5.0  |
| 2021–22           | «Детройт Пістонс»   | 51  | 3   | 19.4 | .456 | .301 | .784 | 4.8 | 1.1 | .4  | .5  | 10.4 |
| 2021–22           | «Сакраменто Кінґс»  | 24  | 20  | 22.8 | .489 | .365 | .851 | 5.6 | 1.3 | .3  | .3  | 10.6 |
| 2022–23           | «Сакраменто Кінґс»  | 72  | 0   | 16.7 | .459 | .365 | .815 | 4.0 | .9  | .4  | .4  | 7.6  |
| 2023–24           | «Сакраменто Кінґс»  | 58  | 0   | 20.0 | .445 | .384 | .700 | 4.4 | 1.2 | .3  | .3  | 7.2  |
| Усього за кар'єру | Усього за кар'єру   | 581 | 126 | 18.3 | .443 | .347 | .745 | 4.3 | 1.1 | .4  | .4  | 7.7  |

### Плей-оф
| Сезон             | Команда            | GP | GS | MPG  | FG%  | 3P%  | FT%  | RPG | APG | SPG | BPG | PPG |
| ----------------- | ------------------ | -- | -- | ---- | ---- | ---- | ---- | --- | --- | --- | --- | --- |
| 2016–2017         | «Юта Джаз»         | 2  | 0  | 4.8  | .429 | .333 | —    | 1.0 | .5  | .5  | .0  | 3.5 |
| 2018–2019         | «Денвер Наггетс»   | 3  | 0  | 2.7  | .000 | .000 | —    | .3  | .7  | .0  | .0  | .0  |
| 2022–2023         | «Сакраменто Кінґс» | 7  | 0  | 16.8 | .425 | .333 | .600 | 5.7 | .7  | .3  | .0  | 6.6 |
| Усього за кар'єру | Усього за кар'єру  | 12 | 0  | 11.3 | .400 | .323 | .600 | 3.6 | .7  | .3  | .0  | 4.4 |

## Кар'єра у національній збірній
Лайлс, який переїхав до Індіани з сім'єю у сім років, виступав як за Канаду, так і США. До другого року свого навчання у старшій школі він тренувався у США.
На міжнародній арені Лайлс грав за юніорську чоловічу збірну Канади. Влітку 2013 року він разом з Тайлером Еннісом привів Канаду до 6-го місця на Чемпіонаті світу 2013 серед юнаків до 19 років, причому Лайлс став другим після Енніса за кількістю очок.